# Anninger

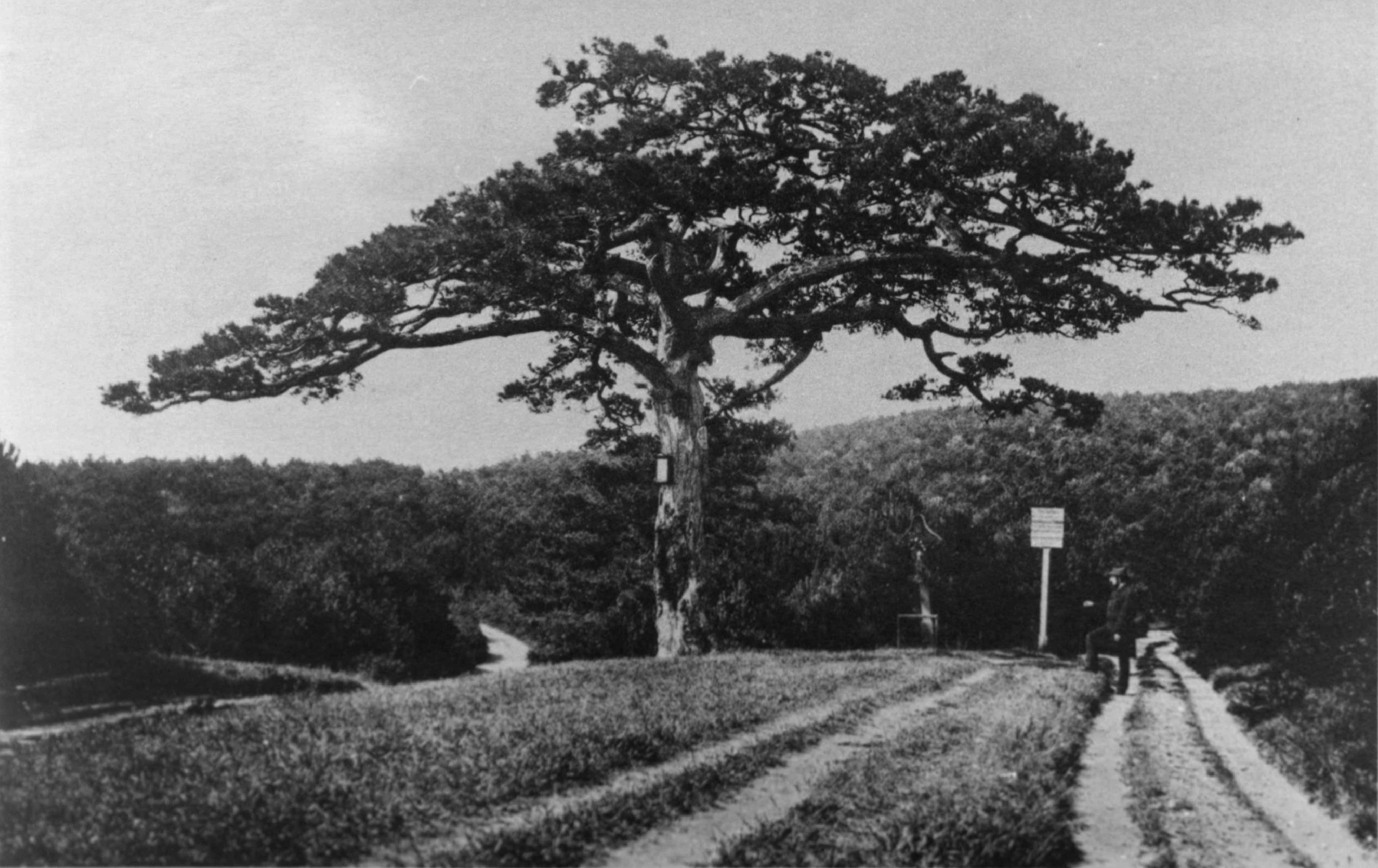
Breite Föhre, spätestens 1881

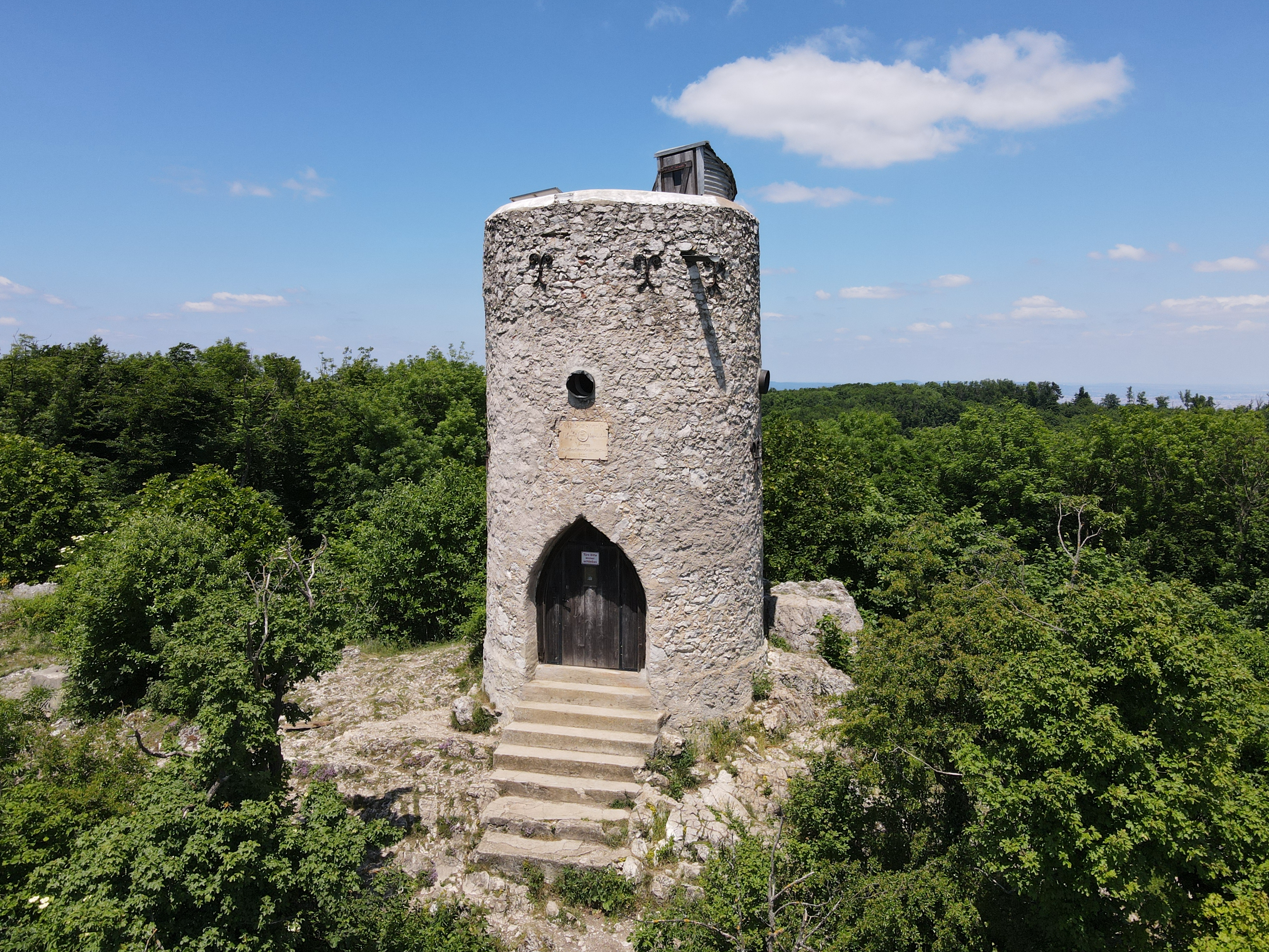
Wilhelmswarte auf dem Gipfel des Anningers; errichtet 1886/87

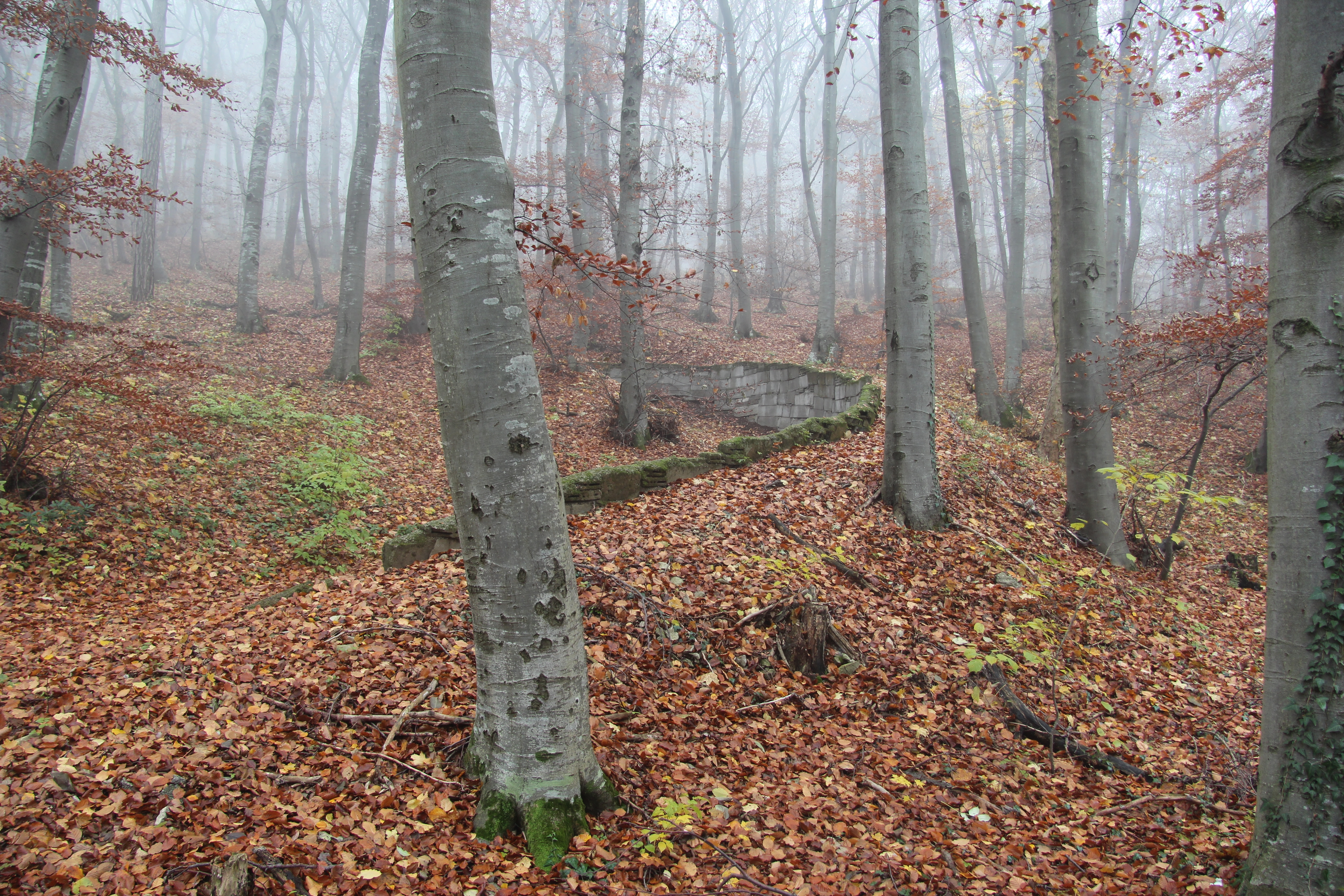
Reste der 1928 errichteten Kunstrodelbahn am Anninger

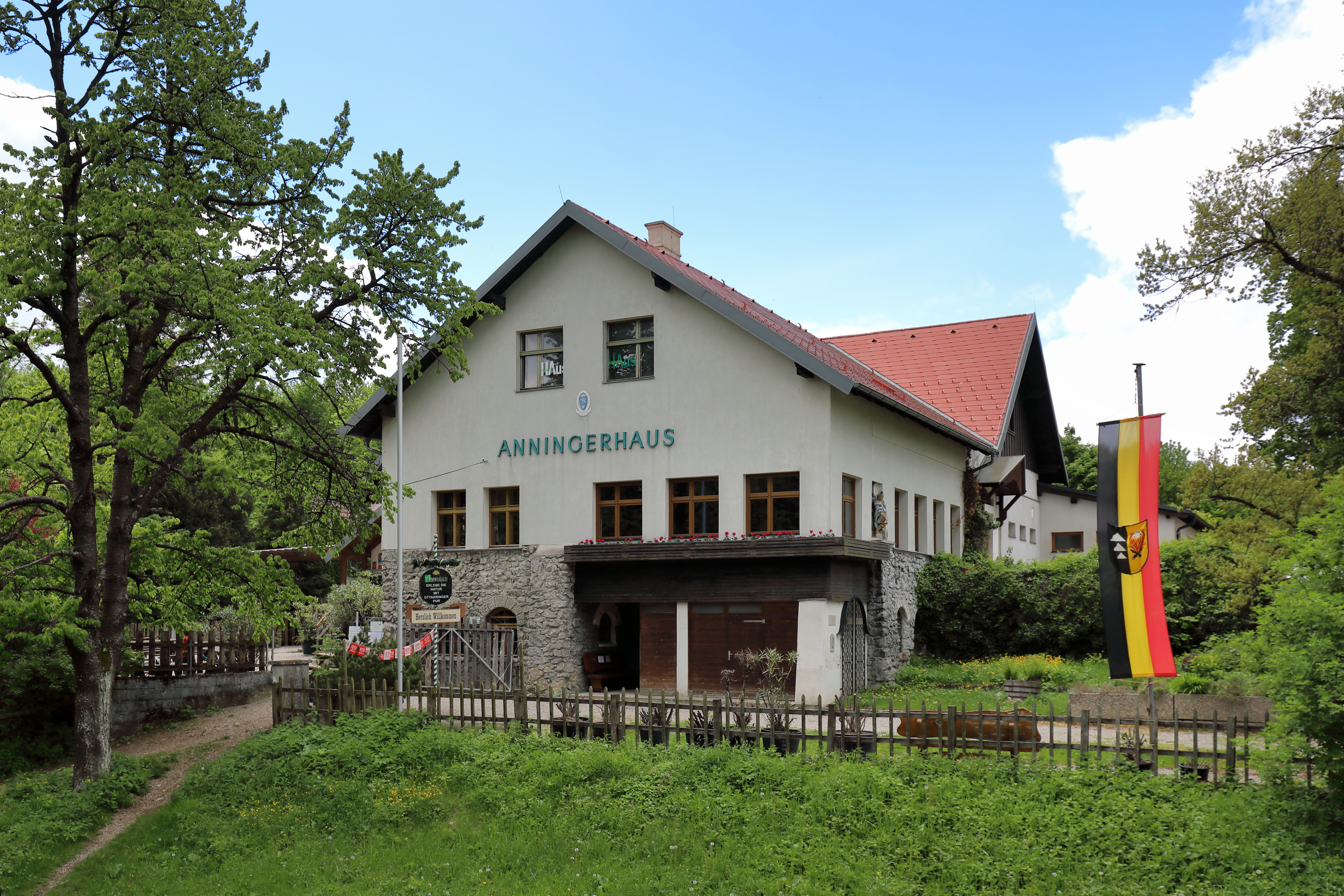
Anninger Schutzhütte

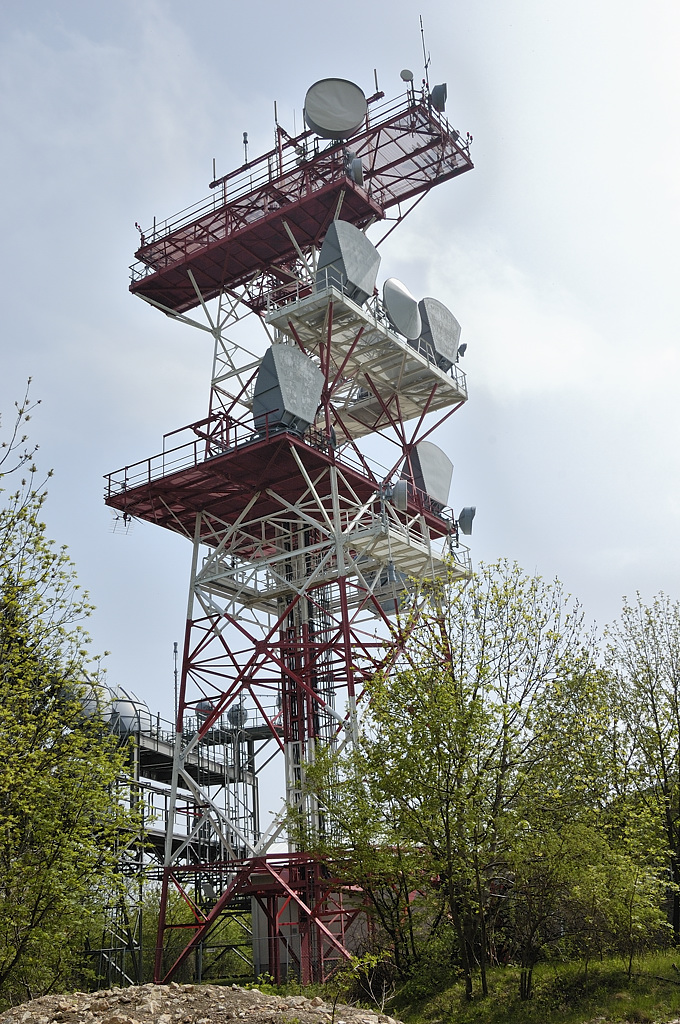
Vierjochkogel mit dem Sender Anninger

Der Anninger, ein Berg an der Thermenlinie in Niederösterreich, besteht aus einer Kalkhochfläche mit vier Gipfeln, wobei der höchste als Anninger (675 m ü. A.) bezeichnet wird, wo sich auch die gemauerte Wilhelmswarte befindet. Der Anninger befindet sich im Naturpark Föhrenberge im Wienerwald. Alle vier Gipfel gehören zum Gemeindegebiet von Gaaden, aber Abhänge und Ausläufer erstrecken sich in die Gemeinden Mödling, Gumpoldskirchen, Pfaffstätten und Hinterbrühl.

## Umgebung
Die weiteren Gipfel des Bergstocks sind der Eschenkogel (653 m) mit dem Anningerhaus und der Kaiser-Jubiläumswarte (Stahlkonstruktion), der Vierjochkogel (651 m) mit dem Sender Anninger der Telekom Austria (Baujahr 1956) sowie der Buchkogel (639 m). Am südöstlichen Hang Richtung Gumpoldskirchen befindet sich die Dreidärrischenhöhle. Ein nordöstlicher Ausläufer ist der archäologisch interessante Jennyberg.
Nördlich der vier Gipfel steht der Kleine Anninger (496 m) mit dem Husarentempel auf einem Nebengipfel.
Südlich der vier Gipfel zählt der Pfaffstättner Kogel (541 m) noch zur Berggruppe. Von den Einheimischen wird er auch als Tschapperl-Anninger bezeichnet. Am Gipfel steht die 1930 errichtete und vom Gebirgsverein bewirtschaftete Rudolf-Proksch-Hütte mit der 1914 errichteten Klesheimwarte, die nach dem Dichter Anton von Klesheim benannt ist. Am südlichen Abhang sind noch die Einödhöhlen zu besichtigen.

## Geschichte
Vom Anningerschutzhaus führte früher eine Naturrodelbahn nach Mödling. Sie wurde vom Ersten Anninger Rodelverein (A. R. V.), der im Jahr 1907, unter anderem vom damaligen österreichischen Rodelmeister Adolf Rziha (1875–1962), gegründet worden war, errichtet. Die auch heute als Forststraße genutzte Straße wurde seitlich mit Holzplanken gesichert. Bei der Hans-Riffer-Quelle wurde eine Steilwandkurve errichtet. Von den damals (erfolgreich) verwendeten Anninger-Rodeln existiert noch ein Stück. Beim Schutzhaus Krauste Linde befand sich am 14. Februar 1909 das Ziel eines internationalen Rodelrennens, in dem der österreichische Rodelrekord über einen Kilometer aufgestellt wurde.
Im Jahr 1928 wurde eine neue Kunstrodelbahn eröffnet, die vom 1925 auf 617 m ü. A. errichteten, schon 1926 vergrößerten und nach 1967 abgerissenen Kaisergerndlhaus ins Kiental in Richtung Hinterbrühl führte. Die 1.700 Meter lange Bahn wurde jedoch nach einem tödlichen Unfall im Jahr 1935 verkürzt und endete danach beim Schutzhaus Krauste Linde. Noch im Jahr 1966 wurden der Große Preis von Österreich im Rennrodeln und 1965 und 1967 die niederösterreichischen Landesmeisterschaften ausgetragen. Heute wird die nicht öffentlich befahrbare Zufahrtsstraße als Rodelstrecke verwendet.
Eine Einnahmequelle im ganzen Gebiet war die Pecherei.
Bis 1997 existierte als bekanntes Naturdenkmal die Breite Föhre. Nachforschungen ergaben ein Alter, das bis 1550 zurückreichte. Viele Sagen und Anekdoten führen auf diesen Baum zurück. Auch berühmte Künstler sollen hier sehr kreativ gewesen sein, wie Beethoven oder Schönberg. Am 14. Jänner 1997 musste der seit 1988 abgestorbene Baum aus Sicherheitsgründen entfernt werden. Die Reste des Baumes befinden sich heute im Niederösterreichischen Landesmuseum in St. Pölten.
Am höchsten Punkt des Anningers wurde im Jahr 1887, aus Stein, die Wilhelmswarte erbaut, benannt nach Erzherzog Wilhelm (1827–1894). Sie ist bis heute erhalten und steht unter Denkmalschutz. Bereits im Jahr 1877 war durch die Naturfreunde Mödling eine hölzerne Warte errichtet worden.
Seit 2010 gibt es eine durch einen Nachahmungstäter angebrachte Aufschrift von Josef Kyselak.

### Unverwirklichte Verkehrsprojekte
1898 wurde vom k.k. Eisenbahnministerium dem Ingenieur Heinrich Fröhlich aus Wien die Bewilligung zur Vornahme technischer Vorarbeiten für eine mit elektrischer Kraft zu betreibende Kleinbahn von Mödling über den Richardshof auf den Anninger erteilt, 1901 dem Ingenieur Kurt Bauer in Wien für eine mit elektrischer Kraft zu betreibende Kleinbahn von Mödling oder Gumpoldskirchen.
Nachdem Ende 1910 von einer Bergbahn warnend berichtet worden war, berief im Dezember 1925 der Verein der Naturfreunde in Mödling vom Jahre 1877 eine Versammlung ein, in der das von privater Seite betriebene Projekt einer Seilschwebebahn auf den Anninger vorgetragen und diskutiert werden sollte. Die Ablehnung, die dem Vorhaben von den Vertretern des Naturfreunde-Vereins entgegengebracht wurde, sowie der Umstand, dass die Marktgemeinde Gumpoldskirchen, bei deren Rathaus die Bahn ihren Ausgang nehmen sollte, eine Finanzbeteiligung ablehnte, dürften das Projekt (für welches das Bundesministerium für Handel und Verkehr zu Beginn der Jahre 1926 sowie 1927 die Bewilligung zur Vornahme technischer Vorarbeiten erteilte) im Weiteren zu Fall gebracht haben.

## Anstiege
Der Anninger ist auf zahlreichen markierten Routen sowie einer kaum überschaubaren Anzahl unmarkierter Wege zu erreichen. Die Anstiege von den Gemeinden am Rand des Wiener Beckens östlich des Bergstocks (Mödling, Gumpoldskirchen, Pfaffstätten) sind dabei mehr begangen als jene von der Westseite (beispielsweise aus Gaaden).
Eine Auswahl beliebter markierter Routen:
- Von Mödling über die Goldene Stiege zur Breiten Föhre und weiter am Schutzhaus Krauste Linde vorbei schließlich steiler zum Anningerhaus sowie den Gipfeln. Gehzeit: etwa 2 Stunden
- Vom Richardhof in 50 bis 60 Minuten zum Gipfelbereich des Bergstocks
- Von Gumpoldskirchen zunächst steil auf den Kalvarienberg, weiter beispielsweise durch den Siebenbrunnengraben vorbei an der Dreidärrischenhöhle in die Gipfelregion. Gehzeit: etwa 1¼ bis 1½ Stunden
- Von Pfaffstätten zunächst durch Weinberge, dann steiler im Wald zum Pfaffstättner Kogel, Gehzeit: etwa 1 Stunde. In einer weiteren Stunde Fortsetzung der Wanderung bis zum Anningerhaus möglich.

Die Wege lassen sich in einer Vielzahl an Varianten und Rundtouren miteinander kombinieren. Gemeinsam mit den Einkehrmöglichkeiten in zahlreichen Hütten und Lokalen machen sie den Stock des Anningers „zu einem der beliebtesten Wanderziele im Nahbereich von Wien“.